# Chiesa di Santa Margherita (Sori)
La chiesa di Santa Margherita di Antiochia è un luogo di culto cattolico situato nel comune di Sori, in piazza della Chiesa, nella città metropolitana di Genova. La chiesa è sede della parrocchia omonima del vicariato di Bogliasco-Pieve-Sori dell'arcidiocesi di Genova.

## Storia

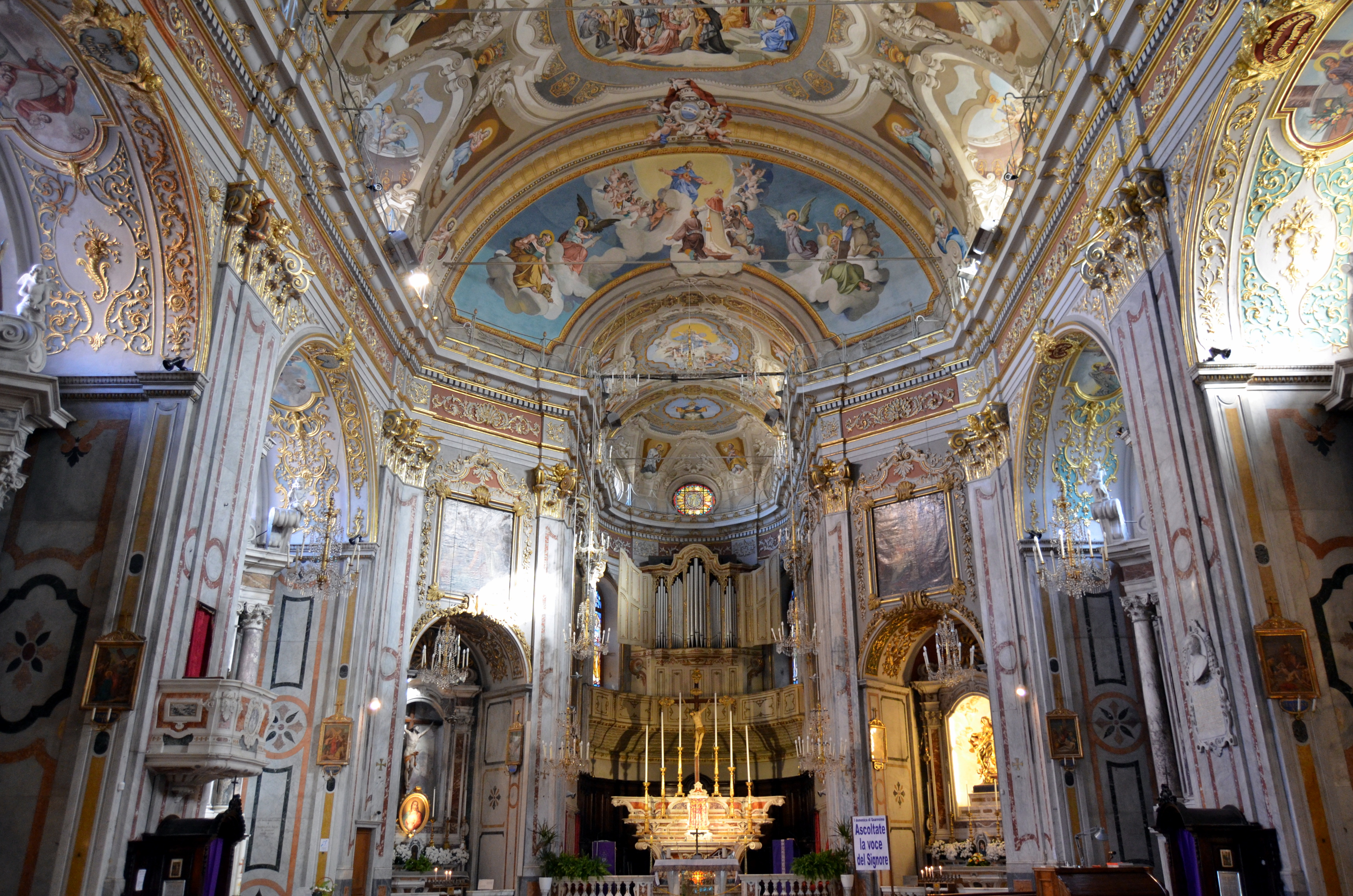
La navata centrale

L'originale tempio religioso sorse all'incirca nel XII secolo, forse in stile romanico, e con una grandezza adeguata alla popolazione.
Dal 1143 fu soggetta, così come altri edifici di culto della zona, alla pieve di San Michele Arcangelo di Pieve Ligure.
Fu quindi eretta a prevostura il 6 maggio del 1674 dall'arcivescovo di Genova Giovanni Battista Spinola sottraendola al controllo della parrocchiale di Pieve.
La struttura fu ricostruita tra il 1711 e il 1714 su disegno dell'architetto Giovanni Antonio Ricca (il Giovane), mentre i lavori di innalzamento dell'alto campanile furono iniziati il 15 aprile del 1740; quest'ultimo è considerato uno dei più bei campanili barocchi della Liguria.
La chiesa fu dannaggiata dagli eventi bellici della seconda guerra mondiale, ma è stata restaurata tra il 2002 e il 2003 all'antico splendore.
Tra gli arcipreti che guidarono la chiesa e la comunità religiosa vi fu tra il 1891 e il 1912 monsignor Giacomo Ghio, eletto successivamente arcivescovo dell'arcidiocesi di Urbino-Urbania-Sant'Angelo in Vado fino al 1931.

## Descrizione
La planimetria dell'edificio ha uno sviluppo longitudinale molto accentuato presentando un atrio e un presbiterio alquanto allungati. La chiesa è ad unica navata, ampia e alta, di forma rettangolare con gli angoli raccordati creando così cappelle basse, diverse rispetto alle cappelle principali aperte sui lati lunghi del rettangolo.
All'interno sono presenti quadri e dipinti risalenti al XVIII secolo di pittori della scuola pittorica ligure.